# Seeis
Seeis (Otjiherero: Okangondo) is een klein dorp in de regio Khomas in Namibië. Het ligt aan de B6, 11 km ten oosten van Hosea Kutako International Airport aan de afslag van de onverharde weg D1458. De Seeis Rivier, een kortstondige rivier, doorsnijdt de nederzetting. Seeis is een spoorweghalte aan de spoorlijn Windhoek - Gobabis.
De nederzetting behoort tot het kiesdistrict Windhoek Rural en heeft een school en een politiebureau. De Seeis stoeterij voor warmbloedpaarden ligt vlakbij. Deze stoeterij heeft een aantal succesvolle sportpaarden en hengsten voortgebracht.

## Geschiedenis
Seeis was al sinds de Duitse kolonisatie in de jaren 1880 een bewoonde buitenpost. Manasse ǃNoreseb, leider van de Kaiǁkhaun, vestigde zich hier met zijn clan in 1889 op de vlucht voor de naderende troepen van Hendrik Witbooi, zijn aartsvijand. In die tijd stond Seeis onder controle van Maharero, opperhoofd van het Herero-volk. In 1897 werd er een postkantoor gebouwd, en het lag aan een van de weinige afgekondigde wegen.

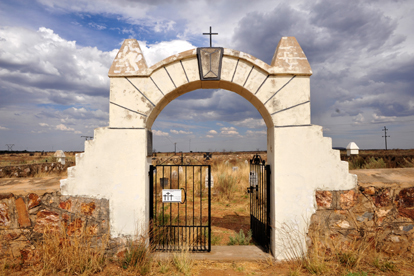
Oorlogsbegraafplaats voor de Duitse koloniale krijgsmacht

Tijdens de Herero- en Nama-opstand van 1904/05 was Seeis de locatie van twee botsingen tussen de keizerlijke Duitse Schutztruppe en Herero troepen onder leiding van Samuel Maharero. In de schermutseling bij Seeis bevrijdden Duitsers onder leiding van luitenant von Niewitecki de militaire posten bij Seeis, Hohewarte en Hatsamas van de bezetting door de Herero's op 21 januari 1904. Op 15 februari 1904 veranderden de kansen en versloegen de Herero een Duitse troep onder leiding van von Fischel. Deze gebeurtenis staat bekend als de Slag om Seeis. Op de begraafplaats van Seeis is een apart gedeelte met Duitse oorlogsgraven uit die periode, opgeknapt en onderhouden door de Boerenbond van Seeis.